# Пониковица
Пониковица је насеље у Србији у општини Ужице у Златиборском округу. Према попису из 2022. било је 264 становника.

## Демографија
У насељу Пониковица живи 295 пунолетних становника, а просечна старост становништва износи 42,2 година (40,6 код мушкараца и 44,0 код жена). У насељу има 111 домаћинстава, а просечан број чланова по домаћинству је 3,26.
Ово насеље је великим делом насељено Србима (према попису из 2002. године).
|  |

| Демографија | Демографија | Демографија |
| Година      | Становника  | Становника  |
| ----------- | ----------- | ----------- |
| 1948.       | 489         |             |
| 1953.       | 526         |             |
| 1961.       | 510         |             |
| 1971.       | 446         |             |
| 1981.       | 391         |             |
| 1991.       | 355         | 355         |
| 2002.       | 362         | 364         |

| Етнички састав према попису из 2002.‍ | Етнички састав према попису из 2002.‍ | Етнички састав према попису из 2002.‍ | Етнички састав према попису из 2002.‍ | Етнички састав према попису из 2002.‍ |
| ------------------------------------ | ------------------------------------ | ------------------------------------ | ------------------------------------ | ------------------------------------ |
|                                      |                                      |                                      |                                      |                                      |
| Срби                                 | Срби                                 |                                      | 361                                  | 99,72%                               |
| непознато                            | непознато                            |                                      | 1                                    | 0,27%                                |

| Година пописа     | 1948. | 1953. | 1961. | 1971. | 1981. | 1991. | 2002. |
| ----------------- | ----- | ----- | ----- | ----- | ----- | ----- | ----- |
| Број домаћинстава | 94    | 101   | 122   | 119   | 108   | 116   | 111   |

| Број чланова      | 1  | 2  | 3  | 4  | 5 | 6  | 7 | 8 | 9 | 10 и више | Просек |
| ----------------- | -- | -- | -- | -- | - | -- | - | - | - | --------- | ------ |
| Број домаћинстава | 29 | 22 | 13 | 19 | 9 | 10 | 3 | 6 | 0 | 0         | 3,26   |

| Пол    | Укупно | Неожењен/Неудата | Ожењен/Удата | Удовац/Удовица | Разведен/Разведена | Непознато |
| ------ | ------ | ---------------- | ------------ | -------------- | ------------------ | --------- |
| Мушки  | 154    | 46               | 91           | 10             | 7                  | 0         |
| Женски | 152    | 23               | 90           | 36             | 3                  | 0         |
| УКУПНО | 306    | 69               | 181          | 46             | 10                 | 0         |

| Пол    | Укупно                    | Пољопривреда, лов и шумарство | Рибарство                            | Вађење руде и камена | Прерађивачка индустрија       |
| ------ | ------------------------- | ----------------------------- | ------------------------------------ | -------------------- | ----------------------------- |
| Мушки  | 83                        | 12                            | 0                                    | 0                    | 32                            |
| Женски | 53                        | 22                            | 0                                    | 0                    | 17                            |
| УКУПНО | 136                       | 34                            | 0                                    | 0                    | 49                            |
| Пол    | Производња и снабдевање   | Грађевинарство                | Трговина                             | Хотели и ресторани   | Саобраћај, складиштење и везе |
| Мушки  | 3                         | 13                            | 5                                    | 1                    | 7                             |
| Женски | 0                         | 0                             | 2                                    | 0                    | 1                             |
| УКУПНО | 3                         | 13                            | 7                                    | 1                    | 8                             |
| Пол    | Финансијско посредовање   | Некретнине                    | Државна управа и одбрана             | Образовање           | Здравствени и социјални рад   |
| Мушки  | 0                         | 2                             | 2                                    | 2                    | 3                             |
| Женски | 0                         | 0                             | 1                                    | 3                    | 5                             |
| УКУПНО | 0                         | 2                             | 3                                    | 5                    | 8                             |
| Пол    | Остале услужне активности | Приватна домаћинства          | Екстериторијалне организације и тела | Непознато            | Непознато                     |
| Мушки  | 1                         | 0                             | 0                                    | 0                    | 0                             |
| Женски | 1                         | 0                             | 0                                    | 1                    | 1                             |
| УКУПНО | 2                         | 0                             | 0                                    | 1                    | 1                             |